# Betzenbuckel
Betzenbuckel ist ein mit Verordnung des Regierungspräsidiums Karlsruhe vom 1. August 1997 ausgewiesenes Natur- und Landschaftsschutzgebiet.

## Lage
Das Naturschutzgebiet befindet sich in den Naturräumen Obere Gäue und Neckarbecken. Es liegt etwa 100 Meter südöstlich von Friolzheim. Das Schutzgebiet umfasst die Hänge und die Kuppe des 494 m ü. NHN hohen Betzenbuckels und ist Teil des FFH-Gebiets Nr. 7218-341 Calwer Heckengäu. Das angrenzende Landschaftsschutzgebiet Betzenbuckel (Nr. 2.36.045) dient als Ergänzung und Puffer.  

## Schutzzweck
Laut Verordnung ist der Schutzzweck:
- Die Erhaltung und Förderung der Fluren und Wälder mit den trockenen Wuchsorten und Schafweiden sowie den sonstigen Fluranteilen auf dem „Betzenbuckel“ und in den Hanglagen des „Betzenbuckels“ und des Gewannes „Am Galgen“ mit ihrer vegetationskundlich und floristisch typischen und bedeutsamen Ausstattung;
- die Erhaltung und Förderung einer artenreichen Nutzungsvielfalt als Lebensraum der typischen Faunen und Rückzugsgebiet für Brutvögel, Nahrungsgäste und Zugvogelarten;
- die Erhaltung und Förderung einer extensiv genutzten Flur mit artenreichen Hecken, mit verschiedenartigen Mähwiesen, Streuobstbeständen, Weiden, Halbtrockenrasen, Lesesteinhaufen und -riegeln, mit Ödland und kleinen Waldstücken als typischen Bestandteilen der Muschelkalklandschaft;
- die Erhaltung und Förderung der Hecken- und Waldsaumgesellschaften als ökologisch wichtige Übergangsbereiche für Fauna und Flora.

## Flora und Fauna
Im Gebiet gibt es ein großes Vorkommen der Enzianarten Deutscher Enzian und Fransenenzian. Auch die Orchideenart Mücken-Händelwurz ist häufig vertreten. In den Fluren des Gebiets kommen die seltenen Vogelarten Dorngrasmücke, Neuntöter und Heidelerche vor.